# Frank White Meacham
Frank White Meacham (31 de mayo de 1856 – 22 de diciembre de 1909) fue un músico y compositor estadounidense perteneciente al grupo Tin Pan Alley.
Meacham nació en Brooklyn. Su obra más famosa es American Patrol, una popular marcha compuesta en 1885. Escrita originalmente para piano, fue luego arreglada para banda sinfónica, y publicada por Carl Fischer en 1891. Hay arreglos posteriores de Jerry Gray para la banda de Glenn Miller en  estilo swing, así como de Morton Gould.
Vivió en Nueva York la mayor parte de su vida. Muchas de sus composiciones fueron marchas militares, piezas de homenaje y trabajos estilo ragtime. Falleció en la misma ciudad debido a una neumonía y está enterrado en el cementerio rural de Albany en Menands.

## Obras
- American Patrol (1885)
- Dance of the fairies: polka rondo. New York: Willis, Woodward & Co, 1886.  OCLC 26320987
- Grand fantasía on the famous theme of the mocking bird. New York: De Luxe Music Co, 1905.  OCLC 613714363
- Marching Through Georgia. New York: De Luxe Music Co, 1908. OCLC 43301402
- Meacham, F. W., and Stephen Collins Foster. Old black Joe: Foster's original theme with variations. New York: Century Music Pub, 1904. OCLC 21326000
- Meacham, F. W., and Stephen Collins Foster. Old folks at home: way down upon the Suanee River. New York (Broadway and 37th St., New York): Conservatory Publication Society, 1904. OCLC 22162245
- Shooting the Chutes: Medley Lancers for Piano. New York: Howley, Haviland & Dresser, 1903.  OCLC 497043216
- Burke, Joe, Edgar Leslie, and F. W. Meacham. We Must Be Vigilant. New York: Bregman, Vocco and Conn, Inc, 1942. OCLC 99629524
- Meacham, F. W. Yankee patrol: (two-step). New York: Brooks & Denton, 1904.  OCLC 794980415